# Hypomyces leotiicola
Hypomyces leotiicola är en svampart som beskrevs av Rogerson & Samuels 1985. Hypomyces leotiicola ingår i släktet Hypomyces och familjen Hypocreaceae.   Inga underarter finns listade i Catalogue of Life.